# Federação de Voleibol da República Islâmica da Mauritânia
A Federação de Voleibol da República Islâmica da Mauritânia  (em francêsːFédération de volley-ball de la République islamique de Mauritanie, FVBRIM) é  uma organização fundada em 1964 que governa a pratica de voleibol em Mauritânia, sendo membro da Federação Internacional de Voleibol e da Confederação Africana de Voleibol, a entidade é responsável por  organizar  os campeonatos nacionais de  voleibol masculino e feminino no país.